# Lundströms plats

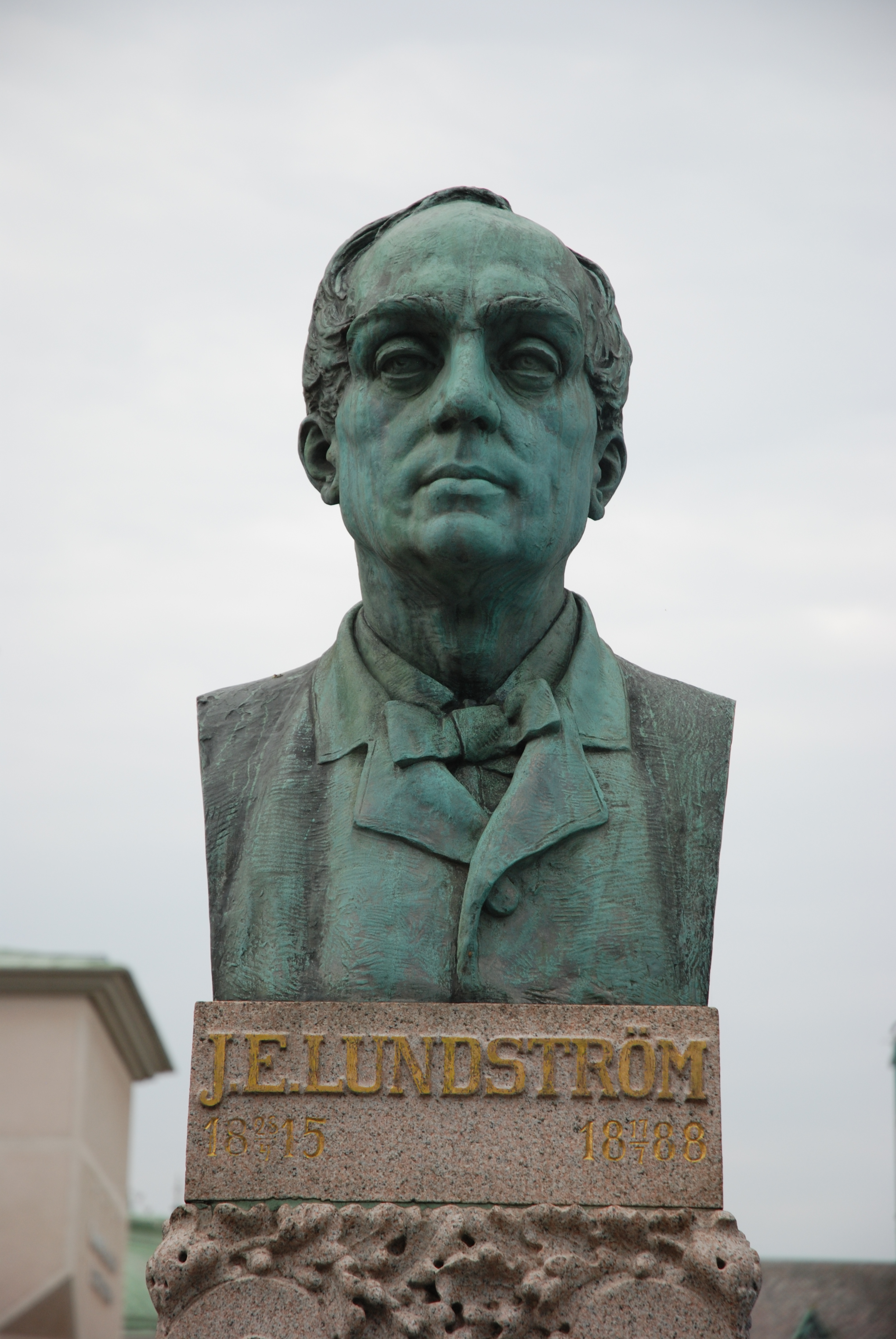
Byst av Johan Edvard Lundström

Lundströms plats är en liten kilformad park på Väster i Jönköping. 
Lundströms plats ligger som en utvidgning av Västra Storgatan västerifrån  och avgränsas österut av Trädgårdsgatan. Platsen uppstod i 1816, då landsvägen västerifrån i höjd med nuvarande Klostergatan böjdes av något mer över förborgen till Jönköpings slott än den tidigare landsvägen. Därvid uppstod en kilformat plats fram till nuvarande Trädgårdsgatan. Längs platsens södra sida mot kvarteret Harven har den ursprungliga gatan funnits.
Platsen har sitt namn efter uppfinnaren och industrimannen Johan Edvard Lundström, möjligen efter båda bröderna Carl Frans Lundström och Jan Edvard Lundström, som bägge varit engagerade uppbyggandet av Jönköpings Tändsticksfabrik. En byst av den äldre brodern Jan Edvard Lundström, skapad av John Börjeson, sattes 1906 upp på Lundströms plats.
En arkeologisk undersökning på 2000-talet av norra sidan av Lundströms plats påvisade senmedeltida hantverks- och bebyggelselämningar. Den äldsta aktiviteten daterades till 1400-talet. Stadsbranden 1612, då staden brändes ned av svenskarna inför en väntad dansk attack, innebar att all verksamhet på platsen ödelades.